# 劉允濟
刘允济，字允济，洛州巩县（今河南省巩义市）人，唐朝官员，其先祖出沛国，南齐彭城郡丞刘瓛六世孙。
他早年丧父，侍奉母亲很孝顺。博学善写文章，工文辞，与绛州王勃齐名，关系也很好。弱冠，本州举进士，补下邽尉，官至著作佐郎。刘允济曾经搜集鲁哀公后十二代至战国遗事，撰写《鲁后春秋》二十卷。献给皇帝，转任左史，兼直弘文馆。垂拱四年（688年），明堂初成，刘允济奏上《明堂赋》以述功德，武则天非常赞赏，手诏褒奖，拜为著作郎。武周天授年间，为来俊臣所构陷下狱。当处死，以其母老，特许留下性命赡养终年，仍在狱中。后来赦免，贬授为大庾县尉。长安年间，再任著作佐郎，兼修国史。常说：“史官善恶必书，使骄主贼臣惧，此权顾轻哉？而班生受金，陈寿求米，仆乃视如浮云耳。”未几，擢升为凤阁舍人。唐中宗复辟，因为他与张易之兄弟亲近，贬为青州长史。为官清白，河南道巡察使路敬潜于是推荐他。不久为母丁忧去官。除服，召为修文馆学士，他非常高兴，与家人宴饮，数日而亡。有《刘允济集》。